# 2283 Bunke
2283 Bunke (1974 SV4) là một tiểu hành tinh vành đai chính được phát hiện ngày 16 tháng 9 năm 1974 bởi Lyudmila Zhuravlyova ở Nauchnyj.